# Pahorek (přírodní památka)
Pahorek je přírodní památka v lokalitě Vážany v okrese Vyškov. Přírodní památka byla zřízena vyhláškou Okresního úřadu Vyškov ze dne 28. června 1990. Leží jižně od města Vyškov na pahorku Homole (307 m n. m.), geomorfologicky náleží Kučerovské pahorkatině. Důvodem ochrany je uchování xerotermních rostlinných a živočišných společenstev ponticko-panonského typu.

## Geologie
V podloží se nacházejí neogenní vápnité jíly s polohami štěrků a písků, místy překryté spraší, z melanických půd je zastoupena pararendzina typická a kambizemní.

## Flóra
V části pokryté smíšeným lesem převládá dub letní (Quercus robur), javor klen (Acer pseudoplatanus), javor babyka (Acer campestre), jasan ztepilý (Fraxinus excelsior) a borovice lesní (Pinus sylvestris), v bylinném patru je to konvalinka vonná (Convallaria majalis), plicník tmavý (Pulmonaria obscura) či prvosenka jarní (Primula veris).

Mezi keři, rostoucími po celé přírodní památce, je zastoupena růže šípková (Rosa canina), hloh jednosemenný (Crataegus monogyna), vzácnější je růže keltská (Rosa gallica). Vegetaci svahů tvoří např. řepík lékařský (Agrimonia eupatoria), pastinák setý (Pastinaca sativa), starček přímětník (Senecio jacobaea), tužebník obecný (Filipendula vulgaris), mochna sedmilistá (Potentilla heptaphylla), hořec brvitý (Gentianopsis ciliata), modřenec chocholatý (Muscari comosum) a další.

## Fauna
Teplomilný hmyz zastupuje čmelák zemní (Bombus terrestris), čmelák lesní (Bombus sylvestris), zlatohlávek zlatý (Cetonia aurata), ostruháček trnkový (Satyrium spini), modrásek černolemý (Plebeius argus), obratlovce ještěrka obecná (Lacerta agilis), užovka hladká (Coronella austriaca), ťuhýk obecný (Lanius collurio), pěnice vlašská (Sylvia nisoria) či žluva hajní (Oriolus oriolus).